# Passiflora pusilla
Passiflora pusilla är en passionsblomsväxtart som beskrevs av J.M. Macdougal. Passiflora pusilla ingår i släktet passionsblommor, och familjen passionsblomsväxter. Inga underarter finns listade i Catalogue of Life.